# 精神科治療学
『精神科治療学』（せいしんかちりょうがく、英: Japanese Journal of Psychiatric Treatment ; JJPT）は、星和書店が発行する精神医学の学術雑誌。

## 歴史
1980年代は反精神医学の嵐が吹き荒れ、臨床の学に飢えていた時代であった。臨床を単なる個人の経験で終わらせず、普遍的な原理としての「学」（「精神科治療学」）へと昇華すべく1986年に創刊されたのが本誌である。初代編集委員に市橋秀夫、永田俊彦、村上靖彦、上島国利、皆川邦直、山口直彦らが、また編集主幹として中井久夫、吉松和哉、高橋良らが加わり本誌は創刊された。現代に至り、精神科臨床の領域で最も読まれる学術雑誌へと成長している。

## 学術奨励賞
2004年に「精神科治療学賞」が設置され、以後毎年選考が行われている。
- 精神科治療学賞最優秀賞（1篇／年）
- 精神科治療学賞優秀賞（1-3篇／年）

## 編集委員
| 歴代編集委員（五十音順） | 歴代編集委員（五十音順） |
| 初代編集委員（1986年）   | 初代編集委員（1986年） |
| ------------------------ | --- |
| 主幹                     | 高橋良、中井久夫、吉松和哉 |
| 委員                     | 市橋秀夫、笠原洋勇、上島国利、栗田広、小島卓也、永田俊彦、樋口輝彦、皆川邦直、村上靖彦、山口直彦                                                 |
| 編集委員（1990年）       | |
| 主幹                     | 中井久夫、吉松和哉 |
| 委員                     | 市橋秀夫、笠原洋勇、上島国利、栗田広、小島卓也、永田俊彦、樋口輝彦、皆川邦直、村上靖彦、山口直彦                                                 |
| 編集委員（2000年）       | |
| 顧問                     | 市橋秀夫、融道男、中井久夫、永田俊彦、村上靖彦、吉松和哉                                                                                         |
| 委員                     | 新井平伊、笠原洋勇、加藤敏、上島国利、倉知正佳、栗田広、小島卓也、鈴木國文、中安信夫、樋口輝彦、皆川邦直、宮岡等、山口直彦、（統計担当）三宅由子 |
| 編集委員（2010年）       | |
| 顧問                     | 市橋秀夫、笠原洋勇、上島国利、倉知正佳、栗田広、小島卓也、融道男、中井久夫、永田俊彦、樋口輝彦、皆川邦直、村上靖彦、山口直彦、吉松和哉           |
| 委員                     | 天野直二、新井平伊、加藤敏、兼本浩祐、古茶大樹、鈴木國文、仙波純一、中安信夫、堀川直史、本田秀夫、松本俊彦、宮岡等、（統計担当）立森久照         |